# Chicagský tribunál
Chicagský tribunál je americké historické soudní drama z roku 2020. Snímek natočil režisér Aaron Sorkin podle vlastního scénáře. Film pojednává o soudním přelíčení s tzv. Chicagskou sedmičkou, která byla souzena za podíl na nepokojích vzešlých z chicagských protestů proti válce ve Vietnamu z roku 1968. Ve filmu hrají: Sacha Baron Cohen, Eddie Redmayne, Alex Sharp, Jeremy Strong, John Carroll Lynch, Noah Robbins, Daniel Flaherty, Yahya Abdul-Mateen II, Mark Rylance, Joseph Gordon-Levitt nebo Michael Keaton.
Aaron Sorkin původně napsal scénář již v roce 2007, přičemž na post režiséra byl tehdy zamýšlen Steven Spielberg. Ovšem kvůli tehdejší stávce scenáristů z natáčení sešlo. Post režiséra se znovu podařilo obsadit až v roce 2018, kdy byla nabídnuta samotnému Sorkinovi. Casting probíhal krátce poté. Původně měl jít snímek do kin pod distribucí Paramount Pictures, ale z důvodu uzavření kin v důsledku pandemie nákazy covid-19, práva na film odkoupil Netflix, který ho zveřejnil na své streamovací platformě v říjnu 2020. Premiéru měl snímek ovšem na konci září, když byl uveden do malého počtu kin na omezené projekce.

## Děj
V roce 1969 byli aktivisté Abbie Hoffman, Jerry Rubin, David Dellinger, Tom Hayden, Rennie Davis, John Froines, Lee Weiner a Bobby Seale obviněni federální prokuraturou USA ze spiknutí a podněcování k nepokojům. Prokuratura tím reagovala na nepokoje, které proběhly v Chicagu v srpnu 1968, kdy se při příležitosti národního sjezdu Demokratické strany aktivistické skupiny rozhodly demonstrovat proti postupu tehdejšího prezidenta Lyndona B. Johnsona ve válce ve Vietnamu.
Film se zabývá zejména převyprávěním soudního procesu, který je známý celou řadu kuriózních momentů. Ať už šlo o nekompetentnost soudce, časté narušování průběhu líčení obviněnými nebo násilné umlčení obviněného Bobbyho Sealea s pomocí pout a roubíku.

## Obsazení
| Sacha Baron Cohen     | Abbie Hoffman, zakládající člen Youth International Party (Yippies)                               |
| Eddie Redmayne        | Tom Hayden, lídr organizace Students for a Democratic Society (SDS)                               |
| Alex Sharp            | Rennie Davis, národní koordinátor SDS                                                             |
| Jeremy Strong         | Jerry Rubin, zakládající člen Youth International Party (Yippies)                                 |
| John Carroll Lynch    | David Dellinger, lídr organizace National Mobilization Committee to End the War in Vietnam (MOBE) |
| Noah Robbins          | Lee Weiner, aktivista                                                                             |
| Daniel Flaherty       | John Froines, aktivista                                                                           |
| Yahya Abdul-Mateen II | Bobby Seale, spoluzakladatel Černých panterů                                                      |
| Mark Rylance          | William Kunstler, advokát Chicagské sedmičky                                                      |
| Joseph Gordon-Levitt  | Richard Schultz, federální prokurátor                                                             |
| Michael Keaton        | Ramsey Clark, ministr spravedlnosti USA (1967 až 1969)                                            |
| Kelvin Harrison Jr.   | Fred Hampton, předseda chicagské organizace Černých panterů                                       |
| Frank Langella        | Julius Hoffman, soudce                                                                            |

## Přijetí

### Filmové kritiky
Film se dočkal velmi pozitivního přijetí u kritiků. Na internetovém agregátoru filmových recenzí Rotten Tomatoes obdržel skóre 91 % (založené na 256 recenzích, z nichž bylo 232 kladných). Na dalším agregátoru recenzí Metacritic získal skóre 76 ze 100 (založené na 47 recenzích). Na českém agregátoru recenzí na serveru Kinobox.cz má film hodnocení 85 % (založené na 3 českých recenzích).